# 두바이 프레임
두바이 프레임(برواز دبي)는 아랍에미리트 두바이에 위치하고 있다.